# Higinio Arbo
Higinio Arbo (* 1879 in Quiíndy, Departamento Paraguarí; † 1968) war ein paraguayischer Diplomat und Politiker, der 1932 kurzzeitig Außenminister war. Er war ferner zwischen 1930 und 1932 Gesandter in Uruguay sowie von 1937 bis 1939 Gesandter in Argentinien.

## Leben
Higinio Arbo, Sohn des Argentiniers Higinio Arbo und dessen Ehefrau Blasia Antonia Isasi, absolvierte ein Studium der Sozialwissenschaften und war nach seiner Doktor als Dozent tätig. Danach trat er in den diplomatischen Dienst ein und fand Verwendungen an den Gesandtschaften in Chile, Uruguay, Argentinien und Brasilien. 1923 gehörte er der vom ehemaligen Staatspräsidenten Manuel Gondra geleiteten Delegation bei der 5. Panamerikanischen Konferenz in Santiago de Chile. 1930 wurde er  Gesandter in Uruguay und im Anschluss Nachfolger von Raúl Casal Ribeiro als Außenminister (Ministro de Relaciones Exteriores) in der Regierung von Präsident José Patricio Guggiari. Er bekleidete dieses Ministeramt bis zum Ende von Guggiaris Amtszeit am 15. August 1932.
Im Anschluss wurde Arbo Mitglied der Delegation, die sich vor der Neutralen Kommission in Washington, D.C. mit dem Beginn des Chacokrieges gegen Bolivien am 15. Juni 1932 befasste. Er setzte sich für eine friedliche Lösung des Konflikts ein, der bereits seit den 1850er Jahren um die Grenze zwischen beiden Ländern besteht. In der Folgezeit nahm er an zwei Sitzungsperioden der Friedenskonferenz als Mitglied der von Gerónimo Zubizarreta geleiteten Delegation teil, trat mit diesem aber wegen der Kritik an dem von Efraím Cardozo verfassten Entwurf des Friedensvertrages zurück. Er war von 1937 bis 1939 Gesandter in Argentinien und war mit Isabel Bibolini verheiratet.